# Pochhammerjev k-simbol
Pochhammerjev k-simbol je v teoriji specialnih funkcij posplošitev Pochhammerjevega simbola in k-funkcije gama, ki je posplošitev funkcije gama. Simbol sta uvedla Rafael Diaz in Eddy Pariguan.  Pochhammerjev k-simbol označujemo z {\displaystyle (x)_{n,k}}, definiran pa je z:
{\displaystyle (x)_{n,k}=x(x+k)(x+2k)\cdots (x+(n-1)k)\!\,.}
K-funkcija gama s {\displaystyle k>0} je določena z:
{\displaystyle \Gamma _{k}(x)=\lim _{n\to \infty }{\frac {n!k^{n}(nk)^{x/k-1}}{(x)_{n,k}}}\!\,.}
Kadar je {\displaystyle k=1}, dobimo običajni Pochhammejev simbol in funkcijo gama.  